# Jules Jordan (compositeur)
Pour les articles homonymes, voir Jules Jordan et Jordan.
Jules Jordan, né le 10 novembre 1850 à Willimantic et mort le 5 mars 1927 à Providence, est un chanteur, chef de chœur, pédagogue et compositeur américain.

## Biographie
Jules Jordan s'installe à Providence en 1870 pour y exercer en tant que chanteur, chef de chœur et professeur. Il dirige l'Arion Club de 1880 à 1920.
Il compose des opérettes pour enfants avec succès, ainsi que six opéras légers et des esquisses pour un vaudeville. Rip Van Winkle, son opéra-comédie romantique, a été créé à Providence le 25 mai 1897. Son opéra Nisiea n'a en revanche jamais été créé. Il écrit tout les livrets de ses œuvres scéniques et de ses cantates.